# ارمنستان در المپیک تابستانی ۲۰۲۴
کاروان المپیکی ارمنستان در بازی‌های المپیک تابستانی ۲۰۲۴ که از تاریخ ۲۶ ژوئیه تا ۱۱ اوت ۲۰۲۴ (۵ تا ۲۱ امرداد ۱۴۰۳ خورشیدی) به میزبانی پاریس، پایتخت فرانسه برگزار شد، شرکت کرد. کاروان ارمنستان با ۱۵ ورزشکار در ۷ رشته ورزشی در این رقابت‌ها شرکت کرد و موفق به کسب مدال (۳ نقره و ۱ برنز) شد. در جدول رتبه‌بندی توزیع مدال‌ها، ارمنستان در ردهٔ ۶۶ مسابقات قرار گرفت. این دوره هشتمین حضور متوالی این کشور در بازی‌های المپیک تابستانی در دوره پساشوروی بود.

## مدال‌آوران
| مدال | نام              | ورزش       | رشته              | تاریخ  |
| ---- | ---------------- | ---------- | ----------------- | ------ |
| نقره | آرتور داوتیان    | ژیمناستیک  | پرش از خرک        | ۴ اوت  |
| نقره | آرتور آلکسانیان  | کشتی       | ۹۷ ک‌گ فرنگی مردان | ۷ اوت  |
| نقره | وارازدات لالایان | وزنه‌برداری | ۱۰۲+ ک‌گ مردان     | ۱۱ اوت |
| برنز | مالخاس آمویان    | کشتی       | ۷۷ ک‌گ فرنگی مردان | ۷ اوت  |

## شرکت‌کنندگان
در زیر فهرست تعداد رقابت‌کنندگان در بازی‌ها آورده شده است.
| ورزش        | مردان | زنان | مجموع |
| ----------- | ----- | ---- | ----- |
| دو و میدانی | ۱     | ۰    | ۱     |
| بوکس        | ۱     | ۰    | ۱     |
| ژیمناستیک   | ۲     | ۰    | ۲     |
| تیراندازی   | ۰     | ۱    | ۱     |
| شنا         | ۱     | ۱    | ۲     |
| وزنه‌برداری  | ۳     | ۰    | ۳     |
| کشتی        | ۵     | ۰    | ۵     |
| مجموع       | ۱۳    | ۲    | ۱۵    |

## دو و میدانی
ارمنستان یک دونده را برای رقابت در بازی‌های المپیک تابستانی ۲۰۲۴ فرستاد.
کلید
- توضیحات–رتبه‌هایی که برای رشته‌های پیست داده می‌شود فقط در حد دور مقدماتی ورزشکار است
- Q = به دور بعدی راه‌یافت
- q = به دور بعدی راه‌یافت به عنوان سریع‌ترین بازنده یا, در رشته‌های میدانی، بر پایه موقعیت بدون دستیابی هدف راهیابی
- NR = رکورد ملی
- N/A = این دور برای این رشته
- Bye = ورزشکار لازم نیست که در این دور رقابت کند

دو و میدانی داخل سالن و رشته‌ها
| ورزشکار         | رشته          | دور مقدماتی | دور مقدماتی | جایگزینی | جایگزینی | نیمه‌نهایی | نیمه‌نهایی | نهایی     | نهایی     |
| ورزشکار         | رشته          | نتیجه       | رتبه        | نتیجه    | رتبه     | نتیجه     | رتبه      | نتیجه     | رتبه      |
| --------------- | ------------- | ----------- | ----------- | -------- | -------- | --------- | --------- | --------- | --------- |
| یرواند مکرتچیان | 800 متر مردان | ۱:۴۹٫۹۱ NR  | ۹           | ۱:۵۰٫۰۷  | ۸        | راه نیافت | راه نیافت | راه نیافت | راه نیافت |

## بوکس
ارمنستان یک بوکسور را وارد مسابقات المپیک کرد. داویت چالویان (فوق سنگین‌وزن مردان) پس از پیروزی در مسابقات کسب سهمیه، در مسابقات جهانی انتخابی المپیک ۲۰۲۴ در بانکوک، تایلند، جایگاه خود را تضمین نمود.
| ورزشکار       | رشته         | دور ۳۲     | دور ۱۶              | یک‌چهارم نهایی‌ها      | نیمه‌نهایی‌ها | نهایی      | نهایی     |
| ورزشکار       | رشته         | حریف نتیجه | حریف نتیجه          | حریف نتیجه           | حریف نتیجه  | حریف نتیجه | رتبه      |
| ------------- | ------------ | ---------- | ------------------- | -------------------- | ----------- | ---------- | --------- |
| داویت چالویان | +92 ک‌گ مردان | —          | اوریل (GBR) برد ۳–۲ | قادفا (ESP) باخت ۰–۵ | راه نیافت   | راه نیافت  | راه نیافت |

## ژیمناستیک

### هنری
ارمنستان با دو ژیمناستیک به بازی‌ها راه یافت. آرتور داوتیان با قرار گرفتن در میان بالاترین رتبه‌بندی ورزشکار واجد شرایط در مسابقات جهانی ژیمناستیک هنری ۲۰۲۳، در بین ورزشکاران واجد شرایط حضور یافت.؛ در همین حال وهاگن داوتیان با انباشت رتبه‌بندی مجموعه جام جهانی ابزارهای ۲۰۲۴ به بازی‌ها راه یافت.
مردان
| ورزشکار        | رشته      | راه‌یافت | راه‌یافت | راه‌یافت  | راه‌یافت  | راه‌یافت | راه‌یافت | راه‌یافت | راه‌یافت | نهایی   | نهایی   | نهایی   | نهایی   | نهایی   | نهایی   | نهایی  | نهایی |
| ورزشکار        | رشته      | ابزارها | ابزارها | ابزارها  | ابزارها  | ابزارها | ابزارها | مجموع   | رتبه    | ابزارها | ابزارها | ابزارها | ابزارها | ابزارها | ابزارها | مجموع  | رتبه  |
| ورزشکار        | رشته      | F       | PH      | R        | V        | PB      | HB      | مجموع   | رتبه    | F       | PH      | R       | V       | PB      | HB      | مجموع  | رتبه  |
| -------------- | --------- | ------- | ------- | -------- | -------- | ------- | ------- | ------- | ------- | ------- | ------- | ------- | ------- | ------- | ------- | ------ | ----- |
| آرتور داوتیان  | ژیمناستیک | -       | -       | -        | ۱۴٫۶۶۶ Q | -       | -       | ۱۴٫۶۶۶  | ۷       |         |         |         | ۱۴٫۹۶۶  |         |         | ۱۴٫۹۶۶ | 2     |
| واهاگن داوتیان | ژیمناستیک | -       | -       | ۱۴٫۷۳۳ Q | -        | -       | -       | ۱۴٫۷۳۳  | ۷       | -       | -       | ۱۴٫۸۶۶  | -       | -       | -       | ۱۴٫۸۶۶ | ۶     |

## تیراندازی
تیراندازان ارمنستانی بر پایه نتایج‌شان در مسابقات فدراسیون جهانی تیراندازی ۲۰۲۲ و ۲۰۲۳، مسابقات قهرمانی اروپا ۲۰۲۲، ۲۰۲۳ و ۲۰۲۴، بازی‌های اروپایی ۲۰۲۳ و مسابقات جهانی انتخابی المپیک 2024 ISSF به سهمیه مسابقات زیر دست یافتند.
| المیرا کاراپتیان | تپانچه بادی ۱۰ متر زنان | ۵۷۶ | ۹ | راه نیافت |

## شنا
ارمنستان دو شناگر را برای رقابت در بازی‌های المپیک تابستانی ۲۰۲۴ پاریس فرستاد.
| en:Artur Barseghyan | شنای ۱۰۰ متر آزاد مردان  | ۵۱:۵۴   | ۵۶ | راه نیافت |
| وارسنیک مانوچاریان  | شنای ۱۰۰ متر پروانه زنان | ۱:۰۱:۲۴ | ۲۶ | راه نیافت |

## وزنه‌برداری
ارمنستان سه وزنه‌بردار را وارد رقابت‌های بازی‌های المپیک کرد. آندرانیک کاراپتیان (۸۹ کیلوگرم مردان)، گاریک کاراپتیان (۱۰۲ کیلوگرم مردان) و ورازدات لالایان (۱۰۲+ کیلوگرم مردان) بر پایه رده‌بندی انتخابی فدراسیون بین‌المللی وزنه‌برداری برای بازی‌های المپیک، یکی از ده جایگاه برتر وزن‌های مربوط خود را به دست آوردند.
| ورزشکار            | رشته          | یک‌ضرب | یک‌ضرب | دوضرب | دوضرب | مجموع | رتبه |
| ورزشکار            | رشته          | نتیجه | رتبه  | نتیجه | رتبه  | مجموع | رتبه |
| ------------------ | ------------- | ----- | ----- | ----- | ----- | ----- | ---- |
| آندرانیک کاراپتیان | ۸۹ ک‌گ مردان   | ۱۷۰   | ۵     | ۲۰۰   | ۷     | ۳۷۰   | ۷    |
| گاریک کاراپتیان    | −۱۰۲ ک‌گ مردان | ۱۸۶   | ۲     | ۲۱۲   | ۴     | ۳۹۸   | ۴    |
| وارازدات لالایان   | +۱۰۲ ک‌گ مردان | ۲۱۵   | ۲     | ۲۵۲   | ۲     | ۴۶۷   | 2    |

## کشتی
پنج کشتی‌گیر ارمنستان برای هر یک از وزن‌های زیر به مسابقات المپیک واجد شرایط شدند.
همه آنها بر پایه پنج نتیجه برتر از طریق قهرمانی کشتی جهان ۲۰۲۳ در بلگراد، صربستان، برای بازی‌ها واجد شرایط شدند.

کلید:
- VT (امتیازات رده‌بندی: ۵–۰ یا ۰–۵) – پیروزی بر پایه ضربه فنی.
- VB (امتیازات رده‌بندی: ۵–۰ یا ۰–۵) – پیروزی بر پایه جراحت (VF برای از دست دادن، VA برای خروج یا ردصلاحیت)
- PP (امتیازات رده‌بندی: ۳–۱ یا ۱–۳) – تصمیم‌گیری بر پایه امتیازات – بازنده با امتیازات فنی.
- PO (امتیازات رده‌بندی: ۳–۰ یا ۰–۳) – تصمیم‌گیری بر پایه امتیازات – بازنده بدون امتیازات فنی.
- ST (امتیازات رده‌بندی: ۴–۰ یا ۰–۴) – برتری بزرگ – بازنده بدون امتیازات فنی و حاشیه پیروزی حداقل ۸ (کشتی فرنگی) یا ۱۰ (کشتی آزاد) امتیاز.
- SP (امتیازات رده‌بندی: ۴–۱ یا ۱–۴) – برتری فنی – بازنده با امتیاز فنی و حاشیه پیروزی حداقل ۸ (کشتی فرنگی) یا ۱۰ (کشتی آزاد) امتیاز.

کشتی آزاد
| ورزشکار          | رشته             | راند شانزدهم                   | یک‌چهارم‌نهایی                      | نیمه‌نهایی  | جایگزینی   | نهایی / BM | نهایی / BM |
| ورزشکار          | رشته             | حریف نتیجه                     | حریف نتیجه                        | حریف نتیجه | حریف نتیجه | حریف نتیجه | رتبه       |
| ---------------- | ---------------- | ------------------------------ | --------------------------------- | ---------- | ---------- | ---------- | ---------- |
| آرسن هاروتیونیان | ۵۷ ک‌گ آزاد مردان | براوو-یانگ (MEX) · برد ۱۳–۳ SP | عبدالله‌یف (UZB) · باخت ۵–۱۲ PP    | راه نیافت  | راه نیافت  | راه نیافت  | ۷          |
| وازگن توانیان    | ۶۵ ک‌گ آزاد مردان | ژبیساشویلی (GEO) · برد ۱۱–۰ SP | تومور-اچیر تولگا (MGL) · باخت ۵–۷ | راه نیافت  | راه نیافت  | راه نیافت  |            |

کشتی فرنگی
| ورزشکار          | رشته         | دور ۱۶                       | یک‌چهارم نهایی‌ها                | نیمه‌نهایی‌ها                   | جایگزینی   | نهایی / برنز                   | نهایی / برنز |
| ورزشکار          | رشته         | حریف نتیجه                   | حریف نتیجه                     | حریف نتیجه                    | حریف نتیجه | حریف نتیجه                     | رتبه         |
| ---------------- | ------------ | ---------------------------- | ------------------------------ | ----------------------------- | ---------- | ------------------------------ | ------------ |
| اسلاویک گالستیان | -۶۷ ک‌گ مردان | مونتانو (ECU) · برد ۳–۲ PP   | سیلا (FRA) · پیروزی ۳–۲ PP     | اسماعیلی (IRI) · باخت ۴–۱۰ PP | استراحت    | اورتا (CUB) · باخت ۴–۱۰ PP     | ۵            |
| مالخاس آمویان    | -۷۷ ک‌گ مردان | سارکینن (FIN) · برد ۸–۰ ST   | کاویانی‌نژاد (IRI) · برد ۳–۰ PO | کوساکا (JPN) · باخت ۱–۳ PP    | استراحت    | واردانیان (UZB) · برد ۶–۵ PP   | 3            |
| آرتور آلکسانیان  | -۹۷ ک‌گ مردان | کیم اس-جی (KOR) · برد ۹–۰ ST | آساکالوف (UZB) · برد ۹–۵ PP    | روسیلو (CUB) · برد ۵–۳ PP     | استراحت    | هادی ساروی (IRI) · باخت ۱–۴ PP | 2            |